# 喙腔吻鱈
喙腔吻鱈，為輻鰭魚綱鱈形目鼠尾鱈科的其中一種，分布於西南太平洋紐西蘭海域，屬深海底棲性魚類，深度883-1150公尺，體長可達49公分，棲息在大陸棚及大陸坡上層水域，生活習性不明。